# Караулово (Нижньогородська область)
Караулово (рос. Караулово) — присілок в Кстовському районі Нижньогородської області Російської Федерації.
Населення становить 376 осіб. Входить до складу муніципального утворення Новоликеєвська сільрада.

## Історія
Від 2009 року входить до складу муніципального утворення Новоликеєвська сільрада.

## Населення
| 2002 | 2010 |
| ---- | ---- |
| 342  | ↗376 |